# 브라질리안 주짓수

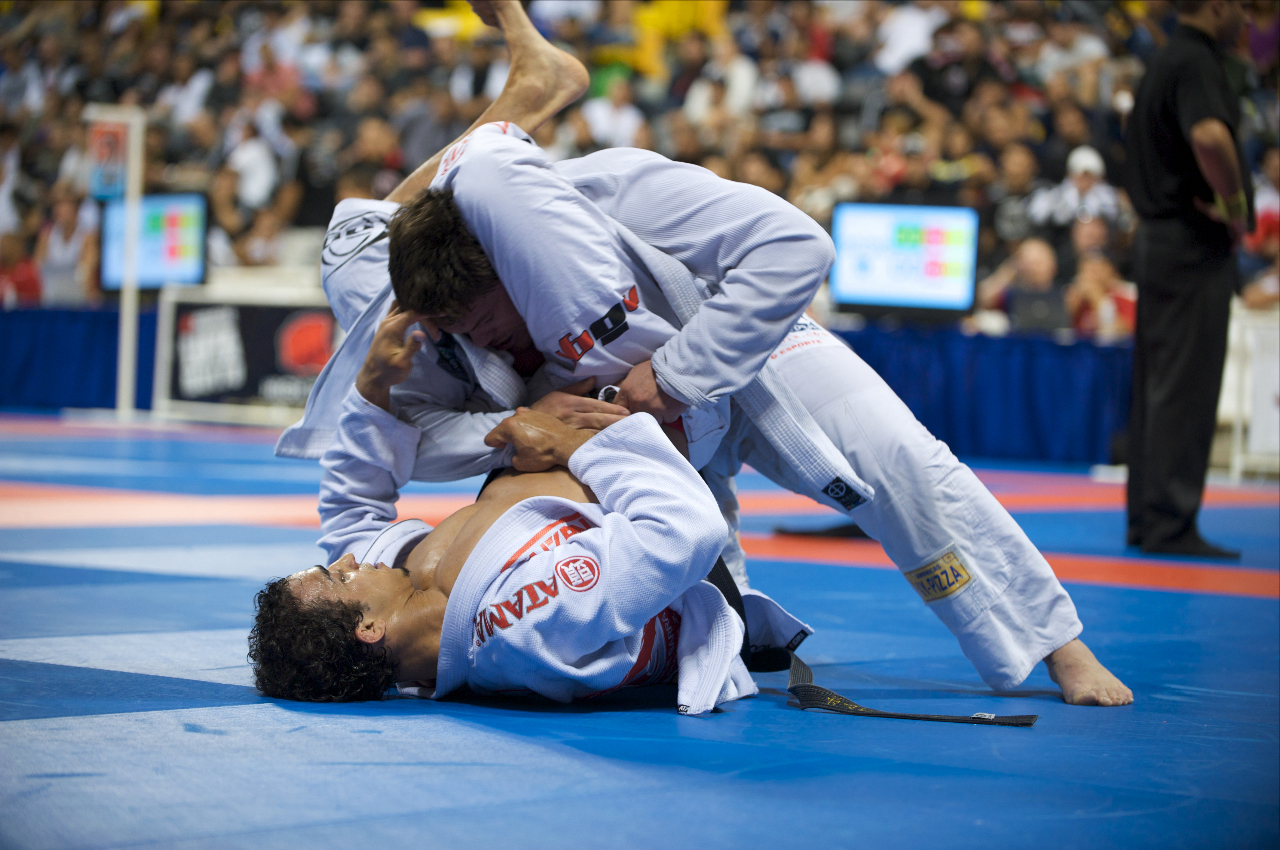
브라질리언 주짓수

브라질리언 주짓수(포르투갈어: jiu-jitsu brasileiro 지우지트수 브라질레이루[*], 영어: Brazilian jiu-jitsu 브라질리언 주짓수[*], BJJ)는 관절 꺾기나 조르기 등을 이용하여 상대방을 제압하는 무술이다. 브라질로 이주한 일본의 유도가 마에다 미츠요가 많은 실전 속에서 익힌 격투 기술과 유도의 원형인 유술 기법들을 그레이시 가문에 전수한 뒤, 카를로스 그레이시와 엘리우 그레이시 등에 의해 브라질 격투술과 접목되어 기술의 개량, 독자적 형태의 무술이 되었다.

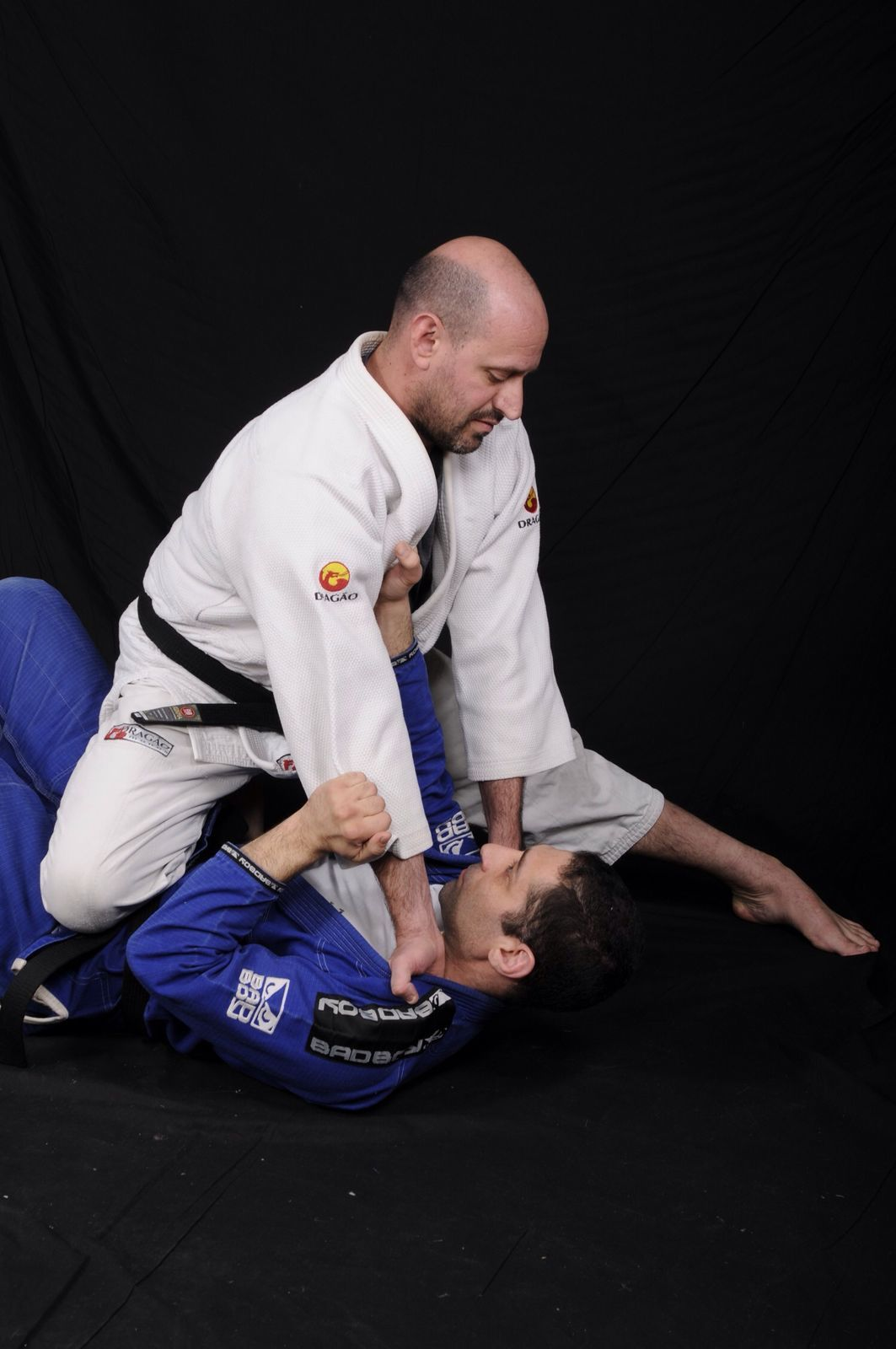
브라질리언 주짓수

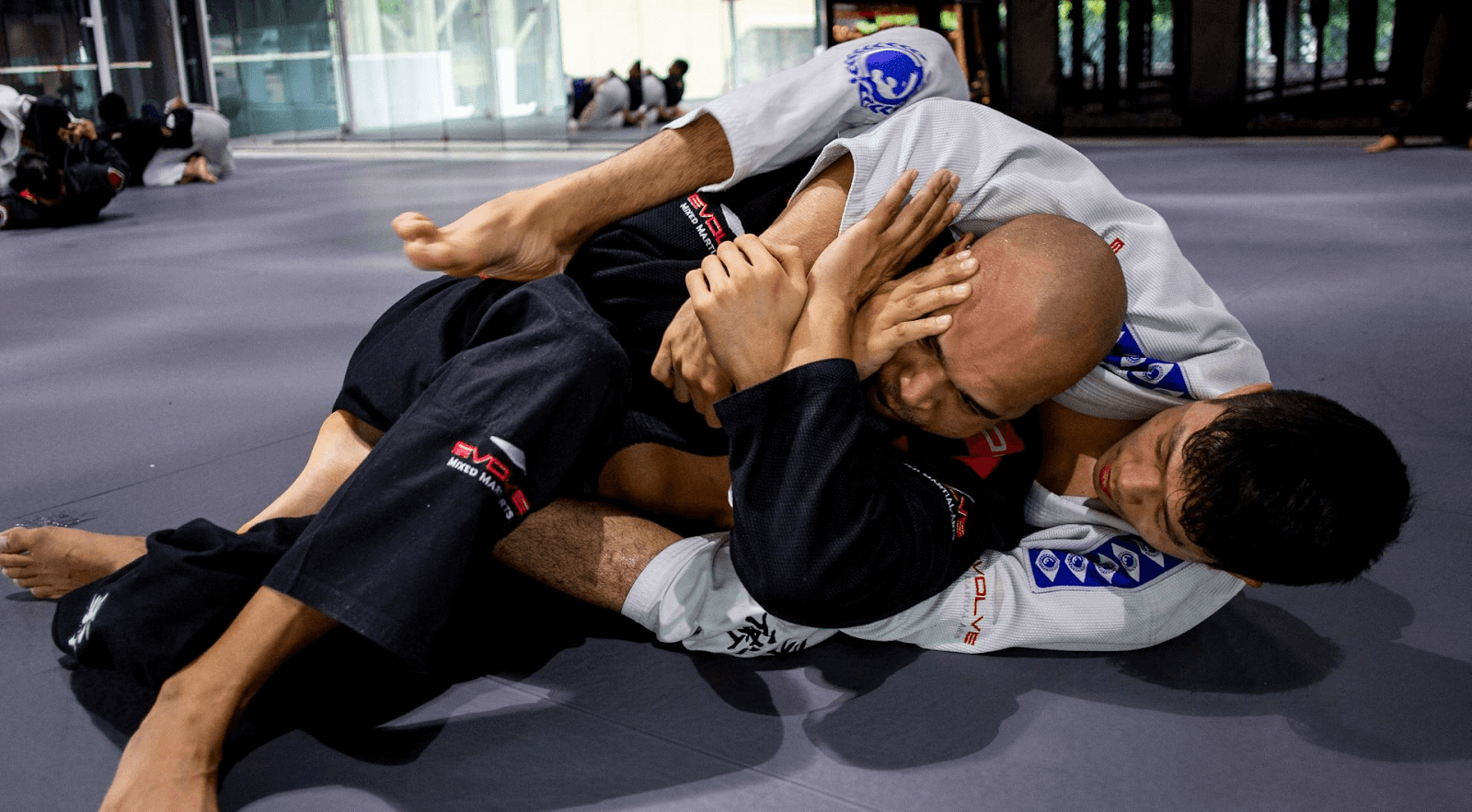
서브미션

탄생 초기의 주짓수는 무차별 격투를 통해 발전하며 거리조절술, 타격방어술 등 몇가지 타격기술들을 겸했으나 점차 인기와 함께 대중스포츠화 되면서 위험성의 이유로 대부분의 도장이 타격관련 기술교육을 하지 않는 추세이다. 현재 스포츠화된 주짓수의 공방(攻防)은 크게 가드와 가드패스, 스윕과 이스케잎을 통한 포지셔닝을 통해 일어나고, 관절기나 조르기와 같은 서브미션으로 승부를 결정짓는다.

## 일본 문화의 영향
일본의 유도를 기초로 하기 때문에 장비, 용어, 예법 등에서 일본 문화의 영향을 많이 받았다. 예의와 존중을 중요시하여 인사법으로 입례와 좌례가 있다는 점, 주짓수의 랭킹을 유도와 같이 띠로 정한다는 점, 도복을 '기', 상의를 '기모노'라고 부른다는 점, 간단한 인사나 기합으로 가라테에서 유입된 용어 '오스'를 사용한다는 점 등에서 확인할 수 있다.

## 원리
유도나 레슬링등의 그래플링이 상체로 홀드를 잡고 상대를 제압하는 반면 다리로 상대를 감아서 제압하는 무술이다. 목과 어깨, 몸통과 골반, 허벅지, 발목 등에 다리를 감아서 매달리거나 밀고 당긴다 혹은  회전하며 상대방을 제압한다. 주로 다리를 감지만 상대에게 매달리거나 발목을 당겨서 넘어트릴때에는 상체또한 이용한다.
주짓수의 핵심은 다리감기이기때문에 주짓수를 수련한 상대를 만났을때는 상대방의 한쪽 다리를 먼저 제압하여 다리를 감는것을 사전에 차단하면 상대방이 힘을쓰기가 힘들다. 일반적으로 본인에게 매달리려는 상대의 다리를 양옆으로 밀어내는등의 방법을 사용하면 상대하기 수월하다.    
주짓수는 대개 상대방의 한팔을 자신의 두팔을 이용하여 제압하거나 다리 등을 이용하여 온몸을 감는 속칭 2 on 1의 상황을 만드는것을 목표로 하기때문에 그런 상황을 사전에 차단하는것이 좋다.  
사전에 상대방의 매달리기를 차단하는 것이 좋지만 이미 상대방이 본인의 몸통등지에 다리를 감고 매달렸을 경우에는 상대방의 한쪽 골반에 힘을 가하며 탈출하는것이 수월하다. 앉은채로 본인에게 접근하는 상대는 상대의 양옆에서 공굴리듯이 밀어내는 것이 좋다.  

## 벨트
브라질리언 주짓수의 벨트는 순서대로 흰색, 파란색, 보라색, 갈색, 검은색, 빨간색이 있다. 흰색부터 갈색까지는 그랄이라 불리는 4줄의 급이 존재하며 검은색부터는 단으로 6단까지 검은띠, 7,8단은 검-빨띠, 최종인 9단은 온전한 빨간띠이다. 빨간띠 10단도 존재하지만 이는 영구결번으로서 카를로스를 비롯한 브라질 주짓수의 창시자 형제들을 제외하고는 승급이 불가능하다.

## 승패결정
승패결정은 서브미션, 경기 중단, 실격, 실신, 점수판정, 심판 결정, 추첨으로 결정한다.

### 서브미션
- 선수가 자신의 손바닥으로 상대선수의 몸이나, 경기바닥 또는 자신의 몸에 명확한 형태로 2회의 탭을 쳤을 경우
- 선수가 자신의 팔이 상대선수에게 잡혀있을 경우, 자신의 발로 바닥에 2회의 탭을 하였을 경우
- 선수가 구두(말)로 기권 또는 경기중단을 요청하였을 경우
- 서브미션에 걸린 선수가 비명 또는 소리를 질러 자신의 고통을 나타냈을 경우

### 경기 중단
- 경기 도중 한 선수가 쥐가 나 고통으로 경기를 중단하였을 때, 상대선수를 승자로 선언한다.
- 서브미션을 당하고 있는 선수가 탭을 치지 않고 있지만, 심각한 신체적 부상에 노출될 수 있을 경우 심판은 경기를 중지시키고 서브미션을 걸고 있던 선수에게 승리를 선언한다.
- 정당한 기술에 의해 부상을 입어 더 이상 경기를 속행할 수 없다고 의사가 판단했을 때
- 한 선수가 피를 흘려 의료진으로부터 2회의 처치를 받았음에도 지혈이 되지 않을 시
- 선수가 구토를 한다거나 소변이나 대변을 누는 등 신체적 통제를 잃었을 경우

### 실격
- Severe Foul(Technical Foul & disciplinary fouls)은 바로 실격 처리
- Serious Foul & Combativeness Foul (Stalling)은 페널티 적용 절차에 의거하여 처리

### 실신
- 정당한 기술에 의하여 실신이 된 경우 또는 상대가 의도해서 생긴 것이 아닌 사고에 의한 실신도 상대 선수의 불법적인 동작이 있지 않으면 패배로 기록이 되며 경기에서 지게 된다.

### 점수판정
- 타임아웃, 시합이 종료되었을 때, 또는 양 선수의 부상으로 경기가 중단되었을 때 점수를 더 많이 획득한 선수가 승자가 된다.
- 어드밴티지 : 양 선수가 포인트가 같은 경우, 더 많은 어드밴티지를 가지고 있는 선수가 승자로 선언된다.
- 페널티 : 양 선수의 포인트와 어드밴티지가 같은 경우, 더 적은 페널티를 가지고 있는 선수가 승자로 선언된다.

| 4 points                      | 3 points   | 2 points                      |
| ----------------------------- | ---------- | ----------------------------- |
| Mount Back control Back mount | Guard pass | Take down Sweep Knee on belly |

### 심판 결정
- 경기 종료 후 양 선수의 포인트, 어드밴티지, 페널티가 똑같으면 심판이 승자를 결정한다. 만약 경기가 3인 심판으로 이루어졌으면 3명의 심판이 지정된 방식에 따라 승자를 결정한다.
- 심판의 승자 결정을 위해서는 경기 중에 어떤 선수가 더 공격적이었고, 포인트에 가깝거나 서브미션 시킬 수 있었던 상황에 가까운 공격을 한 적이 얼마나 있었는지 등을 고려해야 한다.

### 추첨
- 준결승 또는 결승에서 양 선수가 동점인 상황에서 사고로 인하여 둘 다 경기를 계속할 수 없는 상태가 된 경우 승자는 추첨으로 결정한다.

## 같이 보기
- 유술
- 유도
- 발리 투두
- MMA

## 참고 문헌
- 주짓수 매거진
- BRAZILIAN JIU-JITSU Competition RULE BOOK 2013, 조중연, 2013.